# Thøger Olesen
Bent Thøger Olesen, cunoscut ca 	Peter Mynte sau Allan Hondé, (n. 17 decembrie 1923, Aalborg, Danemarca – d. 12 martie 1977) a fost un scriitor și textier danez.